# بساطی سمرقندی
سراج الدین بساطی سمرقندی شاعر ایرانی است که در نیمه دوم سده هشتم و نیم اول سده نهم هجری می‌زیست.

## اثرها
- دیوان بساطی سمرقندی